# 國軍聯合作戰指揮中心
國軍聯合作戰指揮中心（英語：Republic of China Armed Forces Joint Operations Command Center），為戰時中華民國國軍聯合作戰的最高指揮中心，直屬國防部參謀本部，俗稱衡山指揮所、衡指所。位於臺北大直雞南山山腹，前臨國防部本部（博愛營區），並與國家政軍指揮中心（圓山指揮所）相接。

## 歷史
國軍聯合作戰指揮中心是已故時任中華民國總統蔣中正主政時重要的軍事工程，在八二三砲戰期間金門島地面所有軍事設施幾乎被炸毀，有鑑於此，總統蔣中正遂下令加速軍事設施地下化，此後，國軍各項重要軍事設施陸續進駐雞南山和圓山一帶，形成“大直要塞區”，國軍聯合作戰指揮中心成為戰時國軍最高指揮所。
2008年，國家政軍指揮中心（圓山指揮所）啟用，國安、政府部門首長、國防部部長、軍政副部長於戰時改駐於國家政軍指揮中心，總統及參謀總長則進駐國軍聯合作戰指揮中心，由參謀總長負責純軍事作戰指揮。
2021年9月10日，國軍聯合作戰指揮中心首度發生失火事件，國防部於9月13日否認此一消息，失火地點在管制區外，指揮中心並未失能。

## 設施
衡山指揮所位於雞南山山腹內部，連通外界的洞庫入口設有防爆鋼門並可承受2萬噸核爆炸、2千噸的常規轟炸或電磁脈衝攻擊。指揮所內部除設有總統專屬的生活設施外，還有可供內閣進駐的辦公室，內部裝有光纖網路、發電機、氧氣供給系統、儲水系統以及美國聯合部隊司令部聯合戰區兵推系統。

## 衛戍部隊
原為中華民國陸軍機械化步兵第二四九師裝甲步兵第一八四營，後改組整編至國防部憲兵指揮部第二O二指揮部裝甲憲兵第二三九營，及國防部勤務大隊衡山指揮所管理隊駐守，該部隊配置V-150S裝甲車及CM-32/33裝步戰鬥車／指揮車。

## 外部連結
- 美國聯合部隊司令部聯合戰區兵推系統（JTLS）